# Giancarlo Commare
Giancarlo Commare (Castelvetrano, 29 dicembre 1991) è un attore italiano.

## Biografia
Resosi conto delle sue abilità attoriali durante una recita scolastica, inizia a lavorare in teatro come attore e primo ballerino dal 2008.  A partire dal 2014 prende parte a varie serie televisive RAI e Mediaset come Che Dio ci aiuti, Provaci ancora prof!, Don Matteo, I bastardi di Pizzofalcone, L'isola di Pietro, Vite in Fuga.
Dal 2018 interpreta il ruolo di Edoardo Incanti nella serie Skam Italia, esperienza da cui deriva una certa notorietà. Nel 2019 diviene noto al pubblico generalista ottenendo il ruolo di Rocco Amato ne Il paradiso delle signore, apparendo in 249 episodi del programma nell'arco di 3 anni. Tra 2020 e 2021 appare nella serie TV Ritoccàti e nella miniserie Fratelli Caputo. A giugno 2021 ottiene il suo primo ruolo da protagonista impersonando Antonio in Maschile singolare, una produzione originale di Prime Video; il film verrà distribuito all'estero con il titolo di Mascarpone; il mese seguente recita nel ruolo di Giulio nel film Blackout Love diretto da Francesca Marino.
Sempre nel 2021 ottiene il suo primo ruolo di rilievo sul grande schermo con il film Ancora più bello, sequel di Sul più bello, a cui segue il terzo capitolo della saga intitolato Sempre più bello presentato in esclusiva al Festival di Roma. A Dicembre 2021 viene premiato ai Fabrique Du Cinema Awards come miglior attore per l'interpretazione in Maschile singolare. A marzo 2022 torna a teatro, il teatro Brancaccio di Roma, con un adattamento del pluripremiato musical inglese Everybody's Talking About Jamie, Tutti parlano di Jamie. Sempre nel 2022 film tv compare in Rinascere, diretto da Umberto Marino per Rai 1, nel ruolo di Manuel Bortuzzo.
Nel 2023 partecipa al film Nuovo Olimpo nel ruolo di Ernesto/Molotov al fianco di Andrea Di Luigi e Damiano Gavino.

## Filmografia

### Cinema
- La belva, regia di Ludovico Di Martino (2020)
- Ancora più bello, regia di Claudio Norza (2021)
- Maschile singolare, regia Alessandro Guida e Matteo Pilati (2021)
- Blackout Love, regia di Francesca Marino (2021)
- Sempre più bello, regia Claudio Norza (2021)
- Nuovo Olimpo, regia di Ferzan Özpetek (2023)
- Eravamo bambini, regia di Marco Martani (2024)
- Maschile plurale, regia di Alessandro Guida (2024)
- Eterno visionario, regia di Michele Placido (2024)

### Televisione
- Che Dio ci aiuti – serie TV, episodio 3x15 (2014)
- Provaci ancora prof! – serie TV, 8 episodi (2015)
- Don Matteo – serie TV, episodio 10x11 (2016)
- I bastardi di Pizzofalcone – serie TV, episodio 1x04 (2017)
- Un passo dal cielo – serie TV, episodio 4x09 (2017)
- L'onore e il rispetto – serie TV, episodi 5x02-5x03 (2017)
- Il cacciatore – serie TV, episodio 1x01 (2018)
- Il capitano Maria – serie TV, episodi 1x01-1x02 (2018)
- Skam Italia – serie TV (2018-2022)
- L'isola di Pietro – serie TV, 6 episodi (2019)
- Il paradiso delle signore – soap opera (2019-2021)
- Vite in fuga – serie TV, episodi 1x03 e 1x04 (2020)
- Fratelli Caputo – miniserie TV, 4 puntate (2020-2021)
- Ritoccàti! – serie TV, 14 episodi (2020-2021)
- Sex, Uncut - L'amore e il sesso fuori copione – miniserie TV, puntate 2-6 (2021)
- Drag race Italia – reality, puntata 1x04 (2021)
- Rinascere, regia di Umberto Marino – film TV (2022)
- Romulus – serie TV, episodi 2x02-2x05 (2022)
- Sul più bello - La serie –  serie TV (2024)
- Avetrana - Qui non è Hollywood, regia di Pippo Mezzapesa – miniserie TV (2024)

### Cortometraggi
- La bambola di pezza, regia di Nicola Conversa (2022)
- Garatti, regia di Ferzan Özpetek (2025)

## Teatrografia
- Tutti parlano di Jamie - musical, regia di Piero Di Blasio, Teatro Brancaccio, Roma (2022-2023)